# ハノイ首都司令部
ベトナム人民軍ハノイ首都司令部（ベトナムじんみんぐんハノイしゅとしれいぶ、ベトナム語：Bộ tư lệnh Thủ đô Hà Nội）は、ベトナム国防省の直轄部隊で、ベトナムの首都ハノイを防衛する軍隊を組織、構築、管理、指揮することを任務にしている。

## 歴史
ハノイ首都司令部は1945年10月設立のハノイ特別区を起点とする。1946年11月までに各省には12の戦区（ベトナム語：Chiến khu）が設定され、ハノイは第11戦区、通称「ハノイ戦線」に編成された。
1946年12月19日にフランス領インドシナ戦争が勃発すると、ハノイ戦線は第2戦区に編入された。1948年11月1日以降、第2戦区は第3統合戦区（ベトナム語：Liên Khu）隷下となったが、1949年5月には人民軍総司令部直轄として再びハノイ戦線が形成され、1954年以降はハノイ戦区に改称し維持された。
1957年までに、総司令部の制御下にあるハノイ砦隊（thành đội hà nội）を設立。
1964年8月1日に、第3軍管区隷下となるが、翌月9月には首都司令部として再度独立した。ベトナム戦争終結後の1979年3月5日、法令28-LCTにより、ハノイ市の軍事管理の観点から、首都司令部を中心に首都軍管区が設立された。
1999年、旧ハンタイ省を含む首都軍事地帯の地域は合併し、現在はハノイの一部を構成している。
2008年7月16日のベトナム大統領令第16号により、ハノイ軍区司令部を基礎として、ハノイ首都司令部が設立された。

## 編成

### 司令部人員
- 司令部:ハノイ市
- 司令官:グエン・クオック・ドゥイェット（ベトナム語版）中将
- 政治委員: トラン・ゴック・トゥアン（ベトナム語版）中将
- 副司令官 参謀長 ブイ・チョン・キイン（Bùi Trọn Quỳnh）中将

### 部局
- 司令部
- 指揮参謀部
- 政治学科
  - 組織の区分
  - 幹部の部
  - 政策課
  - 広報・研修課
  - 文化思想課
  - 軍事法廷
  - 軍事検察院
  - 首都軍司令部博物館: No. 157, St. Đội Cấn, Quận Ba Đình, Hanoi
- 物流部
- 軍事技術学科

### 隷下部隊
- 第301歩兵師団[1]
- 第 452 KTT 砲兵連隊
- 第47戦車装甲大隊
- 第610通信大隊

## 歴代司令官

### ハノイ特別区 (1945-1946)
- 司令官：ヴォン・トゥア・ヴー（英語版）
- 参謀長: ホアン・ヴァン・カン （ベトナム語版）

### 第11戦区 (1946)
- 司令官: ヴォン・トゥア・ヴー
- 参謀長:?
- 政治委員: チャン・ド（英語版）

### 第2戦区 (1946-1949)
- 指揮官：ホアン・サム
- 参謀長: Lê Hiến Mai

### ハノイ戦線 (1949-1957)
- 指揮官: Phùng Thế Tài
- 参謀長:チャン・クオック・ホアン（英語版）

### ハノイ砦隊 (1957-1964)
- 司令官: VũVănSự 大佐
- 参謀長:?

### 首都司令部 (1964-1979)
- 司令官: シニア。大佐レ ナム タン
- 政治委員: Trần Vỹ

### 首都軍区 (1979～現在)

#### 司令官
- ドン・シー・グエン中将 (1979–1980)
- ルー・ジャン（ベトナム語版）少将(1980–1989)
- チュー・ズイ・キン（ベトナム語版）中将(1989–1997)
- ファム・ヴァン・タン少将(1997–2002)
- グエン・ニュ・ホート少将(2002–2008)
- Phí Quốc Tuấn中将(2008–2015)
- グエン・ドアン・アン中将(2015–2018)
- グエン・ホン・タイ中将(2018–2019)
- Nguyễn Quốc Duyệt中将(2019–現在)

#### 政治委員、政治副司令官
- 中将チャン・ディン(1946–1950)
- チャン・ヴー(1964–1969)
- 少佐。ドン・フォン将軍 (1969–1973)
- 少佐。将軍ホアン・キム(1979–1983)
- 少佐。将軍チュー・ズイ・キン(1986–1989)
- 中将グエン・ダン・サップ(2007–2008)
- 少佐。将軍Phùng Đình Thảo (2008–2010)
- 中将レ・フン・マン(2010–2015)
- 中将グエン・テ・カット(2015–2019)
- 少佐。将軍Nguyễn Trọng Triển (2019–現在)

#### 副司令官兼参謀総長
- レ・ヒエン・マイ
- Trần Quốc Hoàn
- Bùi Viết Chương少将
- 少佐。将軍Tạ Đình Hiểu
- 少佐。将軍Trịnh Thanh Vân
- 少佐。将軍Bùi Minh Thứ
- 少佐。将軍レ ハイビン(-2008)
- 少佐。将軍グエン・ヴァン・ニン(2008-2010)
- グエン・ドアン・アン上級大佐(2013-2015)
- Bùi Trọng Quỳnh少将 (2015–現在)